# Reino Kero
Reino Kero, född 2 mars 1939 i Kiikka, död 25 juni 2020 i Sastamala, var en finländsk historiker.
Reino Kero blev 1974 filosofie doktor och var 1971-1989 lektor i allmän historia vid Åbo universitet, 1989-1999 biträdande professor och 1999-2002 professor. Han riktade in sig på utforskningen av den finländska emigrationen till Nordamerika.
År 2001 utnämndes han till ledamot av Finska Vetenskapsakademien.